# Frederik Hallager
Frederik Kristoffer Hallager (født 28. september 1849 i Nakskov, død 17. januar 1921 på Jydske Asyl ved Århus) var en dansk læge.
Hallager blev cand. med. i 1875, var kandidat ved Oringe Sindssygehospital i 1875, ved Jyske Asyl i 1876 og ved Frederiksberg Hospital i 1877—78. Hallager var reservelæge ved Viborg Sindssygeanstalt fra 1878 hvor han blev overlæge i 1895, hvilket han også blev på Aarhus Sindssygeanstalt i 1901. Hallager tog doktorgraden i 1884 med Læren om uregelmæssig Epilepsi med særlig Hensyn til de såkaldte psykiske Ækvivalenter, der senere efterfulgtes af Epilepsiens og Epileptikernes Behandling (1897) og Sindssygdom, Forbrydelse og Genialitet, Studier over Epilepsien (1906). 
Hallager skrev også en historisk skildring af Jydske Asyl (1902) og udgav i 1919 Biskop Knuds Bog om Pesten.
Hallager var Ridder af Dannebrog og Dannebrogsmand.